# John Graham Wilmot Henderson
John Graham Wilmot Henderson (* 1948) ist ein britischer Latinist, Professor für Klassische Philologie an der Universität Cambridge und Fellow des King’s College, Cambridge.
Nach dem Erwerb eines M. A. und eines DPhil war Henderson zunächst Assistant Lecturer (1975–1978), dann Lecturer (1978–1996) und Reader in Lateinischer Literatur (1996–2003) an der Universität Cambridge. Im Jahr 2003 wurde ihm dort eine persönliche Professur für Klassische Philologie übertragen.
Henderson arbeitet sowohl zu lateinischen Prosaschriftstellern der Antike (Phaedrus, Plinius dem Älteren, Seneca) und des Mittelalters (Isidor von Sevilla) als auch zur lateinischen Dichtung, insbesondere zur Komödie des Plautus und zur Satire des Juvenal, zum Verhältnis von Kunst und Literatur im antiken Rom sowie zur Rezeptionsgeschichte. Zusammen mit Mary Beard hat er eine auch ins Deutsche übersetzte Einführung in die Altertumswissenschaft und eine Darstellung der Rezeption griechischer Kunst in Rom verfasst. In jüngeren Jahren hat er sich in Gestalt der Klassikerkommentierung in den Oxford Classical Commentaries, insbesondere der Cicero- und Vergil-Kommentare von Roland Gregory Austin, auch mit der Geschichte der Klassischen Philologie befasst.

## Schriften (Auswahl)
Monographien
- The Medieval World of Isidore of Seville: Creating Truth through Words, Cambridge 2006
- Oxford Reds: Classic Commentaries on Latin Classics, Gerald Duckworth and Company Ltd 2006
- Plautus Asinaria: the one about the asses, Wisconsin 2006
- Løve in København: The triumph of art at Thorvaldsens Museum, Museum Tusculanum, University of Copenhagen Press 2005
- Morals and Villas in Seneca's Letters: Places to Dwell, Cambridge, 2004
- HORTVS: The Roman Gardening Book, Routledge 2004
- Aesop's Human Zoo: Roman Stories about our Bodies, Chicago 2004
- Pliny's Statue: The Letters, Self-Portraiture, and Classical Art, Exeter 2002
- (mit Mary Beard): Classical Art from Greece to Rome. 2001, ISBN 0-19-284237-4.
- Telling Tales on Caesar: Roman Stories from Phaedrus, Oxford 2000
- Writing down Rome: Satire, Comedy and other Offences in Latin Poetry, Oxford 1999
- Fighting for Rome. Poets and Caesars, History and Civil War, Cambridge, 1998
- Juvenal's Mayor: The Professor who Lived on 2D. a Day, Cambridge Philological Society, Supplementary Volume, 1998
- A Roman Life: Rutilius Gallicus on Paper and in Stone, Exeter 1998, ISBN 978-085989565-1.
- Figuring out Roman Nobility. Juvenal's Eighth Satire, Exeter 1997
- (mit Mary Beard): Classics: A Very Short Introduction. 1995, ISBN 0-19-285313-9. Dt. Übers. in: Paul G. Bahn, Mary Beard, John Henderson: Wege in die Antike. J. B. Metzler, Stuttgart 1999, ISBN 3-476-01683-8.

Artikel
- The way we were: R. G. Austin, In Caelianam, in: R. K. Gibson, Chr. Shuttleworth Kraus (Hrsg.), The classical commentary: histories, practices, theory. Brill, Leiden 2002 (Mnemosyne, Supplementa, Bd. 232), ISBN 9004121536, Google Bücher